# Paul Hafner (Fußballspieler)
Paul Hafner (* 3. April 1977 in Kittsee) ist ein ehemaliger österreichischer Fußballspieler, nach seinem Karriereende als -trainer und -funktionär tätig wurde.
In seiner Zeit beim FC Tirol Innsbruck kam er unter Trainer Kurt Jara zu Einsätzen in der österreichischen Bundesliga. Mit Parndorf wurde er in der Saison 2005/06 Meister der Regionalliga Ost.

## Erfolge
als Spieler
- Österreichischer Meister 1999/2000
- Meister Regionalliga 2003/2004, 2005/06
- Vizemeister Regionalliga 2004/2005
- 4. Platz bei der „Krone“ Fußballerwahl 2006